# Наместово
Наместово (слч. Námestovo, мађ. Námesztó, пољ. Namiestowo) град је у Словачкој, који се налази у оквиру Жилинског краја, где је у саставу округа Наместово.

## Географија
Наместово је смештено у крајње северном делу државе, близу државне границе са Пољском - 8 km североисточно од града. Главни град државе, Братислава, налази се 280 km јужно од града.
Рељеф: Наместово се развило у словачком делу планинског била Бескида, који су овде граница са Пољском. Насеље се налази у пространој Оравској котлини, испод планина. Подручје око град је планинско, на приближно 615 m надморске висине.
Клима: Клима у Наместову је оштрија умерено континентална због знатне надморске висине.
Воде: Наместово се развило на месту отока из највећег словачког језера, Оравског језера, насталог вештачким путем средином 20. века. Тада је дотадашња река Орава преграђена.

## Историја
Људска насеља на овом простору датирају још из праисторије. Насеље под данашњим именом први пут се спомиње у 16. веку, као место насељено Словацима. Током следећих векова град је био у саставу Угарске као важна станица при преласку преко Карпата у Пољску.
Крајем 1918. Наместово је постало део новоосноване Чехословачке. При крају Другог светског рата рад је потпуно страдао у бомбардовању. У време комунизма образовно је вештачко језеро, стари град је тиме потопљен, па је изграђено ново градско насеље. Ово је посредно довело и до индустријализације, па и до наглог повећања становништва. После осамостаљења Словачке град је постао њено општинско средиште, али је дошло до привредних тешкоћа у време транзиције.

## Становништво
| Година:    | 1994. | 2004.   | 2014.   | 2024.   |
| ---------- | ----- | ------- | ------- | ------- |
| Број људи: | 7839  | 8111    | 7888    | 7355    |
| Разлика:   |       | +3,46 % | -2,74 % | -6,75 % |

| Година:    | 2023. | 2024.   |
| ---------- | ----- | ------- |
| Број људи: | 7465  | 7355    |
| Разлика:   |       | -1,47 % |

Данас Наместово има нешто преко 8.000 становника и последњих година број становника стагнира.
Етнички састав: По попису из 2021. састав је следећи:
- Словаци - 94,0%,
- Чеси - 0,3%,
- остали.

Верски састав: По попису из 2021. састав је следећи:
- римокатолици - 80,9%,
- атеисти - 11,4%,
- лутерани - 0,6%,
- остали.

## Галерија
- Наместово и Оравско језеро
- Наместово и Оравско језеро
- Римокатоличка црква